# Фрегаты класса F-22P
Фрегаты проекта F-22P — совместный проект Пакистана и КНР, разработан на основе китайского фрегата класса 053H3, так же называются фрегатами УРО класса «Зульфикар».
Самые мощные корабли ВМС Пакистана, все 4 корабля серии были построены в период с 2006 года по 2013 год. 3 сентября 2013 года четвертый фрегат «Аслат» поступил в ВМС Пакистана.

## Представители серии
| Название  | Верфь                                | Боевой номер | Закладка        | Спуск на воду   | Ввод в состав флота | Страна   | Текущий статус |
| --------- | ------------------------------------ | ------------ | --------------- | --------------- | ------------------- | -------- | -------------- |
| Zulfiquar |                                      | 251          | 12 октября 2006 | 5 апреля 2008   | 19 сентября 2009    | Пакистан | Активен        |
| Shamsheer |                                      | 252          | 13 июля 2007    | 31 октября 2008 | 19 декабря 2009     | Пакистан | Активен        |
| Saif      |                                      | 253          | 4 ноября 2008   | 28 мая 2009     | 12 сентября 2010    | Пакистан | Активен        |
| Aslat     | Karachi Shipyard & Engineering Works | 254          | 10 декабря 2009 | 16 июня 2011    | 3 сентября 2013     | Пакистан | Активен        |

## Галерея
Зульфикар
- Зульфикар
- Зульфикар с боку
- 76 мм АУ
- HQ-7
- 2х4C-802ПУ ПКР
- ET-52C ТА